# Тозия, Сабина
Сабина́ Тозия́ (тур. Sabina Toziya; род. 17 апреля 1946, Скопье, Северная Македония — 10 августа 2021, там же) — македонская, югославская и турецкая актриса театра и кино. Мировую известность ей принесла роль Афифе-хатун в культовом сериале «Великолепный век» и роль Хайрие Чакырбейли в сериале «Мафия не может править миром».

## Биография
Сабина Тозия родилась 17 апреля 1946 года в Скопье, Северная Македония, в семье турецких эмигрантов. Она изучала актёрское мастерство в Государственном театре Скопье на македонском языке, несмотря на то, что её родным языком был турецкий. Актриса начала сниматься в 1969 году и после весьма плодотворной карьеры на родине и в Югославии, она отправилась в Турцию, историческую родину своей семьи, где играла главные и второстепенные роли в популярных турецких фильмах и телесериалах, при этом также продолжала сниматься в Македонии, где служила в Драматическом театре в Скопье.
Сыграла в фильме «Тени» одну из главных ролей — роль матери главного героя. Газета The New York Times отметила хорошую игру актёров фильма.
В 2012 году Сабина получила роль Афифе-хатун в историческом телесериале «Великолепный век», который имел огромный международный успех и принёс актрисе мировую известность. Вышедший на экраны в 2015 году криминальный сериал «Мафия не может править миром», где актрисе досталась одна из главных ролей, на протяжении шести лет эфира имел высокие рейтинги. В 2016 году Сабина снялась с коллегами по сериалу «Великолепный век» Мерьем Узерли, Оканом Ялабыком и Озаном Гювеном в драматическом фильме «Материнская рана». Картина была успешна в прокате и получила положительные отзывы от критиков. Всего фильмография актрисы насчитывает более 50 работ.
В январе 2021 года Сабина досрочно покинула сериал «Мафия не может править миром» по состоянию здоровья. У неё случился инсульт из-за опухоли головного мозга. После перенесённой операции по удалению опухоли, её частично парализовало. 10 августа 2021 года в возрасте 75 лет актриса скончалась вследствие инсульта, вызванного онкологическим заболеванием.

## Избранная фильмография

### Фильмы
- Времена без войны (1969)
- Красная лошадь (1981)
- Тату (1991)
- На Балканах чай не пьют  (1998)
- Сегодня, завтра (1998) — мать
- Контакт (2005) — соседка
- Тени (2005) — Вера Перкова
- Маленькая цыганская ведьма (2011) — Илонка[10]
- Медовая ночь (2015) — Света
- Неистовый (2016) — мать
- Материнская рана (2016) — Мевлиде[11]
- Медовый крем (2018) — Хавва[12]
- Вера (2019) — Вера
- Не дай услышать начальнику (2019) — мать
- Побег к морю (2021) — Анка
- M (2022)

### Телевидение
- Великолепный век (2012—2014) — Афифе-хатун
- Мафия не может править миром (2015—2021) — Хайрие Чакырбейли[13][14][15][16]